# Chris Gunter
Chris Gunter (Newport, 1989. július 21. –) walesi válogatott labdarúgó, az angol Wimbledon hátvédje.

## Pályafutása

### Cardiff City
Gunter csatárként kezdte pályafutását a Durham Colts és az Albion Rovers csapataiban, de már hátvédként igazolt a Cardiff City ificsapatába nyolcévesen. Első profi szerződését 2006. augusztus 1-jén írta alá a szintén a Cardiff akadémiájáról feljutó Darcy Blake-kel együtt.
Az elsősorban jobb oldali védő 2006. augusztus 22-én debütált a felnőtt csapatban a Barnet ellen a Ligakupában. Remek teljesítménye miatt 2007 nyarán az Everton tett érte ajánlatot, de elutasította.

### Tottenham Hotspur
A Cardiff City és a Tottenham 2007. december 21-én egyezett meg a játékos átigazolásáról. Gunter 2008. január 1-jén, az átigazolási időszak első napján érkezett a Tottenham-hez 3 millió fontért. Első mérkőzését az FA Kupa 3. körének visszavágóján, a Reading ellen játszotta a Madejski stadionban, a bajnokságban 2008. január 30-án debütált az Everton ellen.

### Válogatott
Gunter 2003-ban kezdte nemzetközi pályafutását, játszott az U15-ös és az U16-os válogatottakban, majd 11-szer lépett pályára az U17-es válogatottban a 2005–2006-os szezonban. A következő lépcső az U19-es válogatott és a Milk kupa volt.
Ő lett a második legfiatalabb játékos, aki a walesi U21-es válogatottban játszott, mikor Ciprus ellen, mindössze 16 évesen és 299 naposan pályára lépett a csapatban. A felnőtt válogatottban egy Új-Zéland elleni barátságos mérkőzésen debütált 2007. május 26-án, így ő lett a legfiatalabb Cardiff City játékos, aki játszott a válogatottban.

## Statisztika
Frissítve:2017. augusztus 8.
| Klub              | Szezon           | Bajnokság        | Bajnokság | Bajnokság | Kupa  | Kupa  | Ligakupa | Ligakupa | Nemzetközi | Nemzetközi | Egyéb | Egyéb | Összesen | Összesen |
| Klub              | Szezon           | Osztály          | Mérk.     | Gólok     | Mérk. | Gólok | Mérk.    | Gólok    | Mérk.      | Gólok      | Mérk. | Gólok | Mérk.    | Gólok    |
| ----------------- | ---------------- | ---------------- | --------- | --------- | ----- | ----- | -------- | -------- | ---------- | ---------- | ----- | ----- | -------- | -------- |
| Cardiff City      | 2006–07          | Championship     | 15        | 0         | 0     | 0     | 1        | 0        | —          | —          | —     | —     | 16       | 0        |
| Cardiff City      | 2007–08          | Championship     | 13        | 0         | —     | —     | 4        | 0        | —          | —          | —     | —     | 17       | 0        |
| Cardiff City      | Összesen         | Összesen         | 28        | 0         | 0     | 0     | 5        | 0        | —          | —          | —     | —     | 33       | 0        |
| Tottenham Hotspur | 2007–08          | Premier League   | 2         | 0         | 2     | 0     | —        | —        | —          | —          | —     | —     | 4        | 0        |
| Tottenham Hotspur | 2008–09          | Premier League   | 3         | 0         | 1     | 0     | 1        | 0        | 7          | 0          | —     | —     | 12       | 0        |
| Tottenham Hotspur | Összesen         | Összesen         | 5         | 0         | 3     | 0     | 1        | 0        | 7          | 0          | —     | —     | 16       | 0        |
| Nottingham Forest | 2008–09          | Championship     | 8         | 0         | —     | —     | —        | —        | —          | —          | —     | —     | 8        | 0        |
| Nottingham Forest | 2009–10          | Championship     | 44        | 1         | 2     | 0     | 2        | 0        | —          | —          | 2     | 0     | 50       | 1        |
| Nottingham Forest | 2010–11          | Championship     | 43        | 0         | 2     | 0     | 0        | 0        | —          | —          | 2     | 0     | 47       | 0        |
| Nottingham Forest | 2011–12          | Championship     | 46        | 1         | 2     | 0     | 2        | 0        | —          | —          | —     | —     | 50       | 1        |
| Nottingham Forest | Összesen         | Összesen         | 141       | 2         | 6     | 0     | 4        | 0        | —          | —          | 4     | 0     | 155      | 2        |
| Reading           | 2012–13          | Premier League   | 20        | 0         | 1     | 0     | 2        | 1        | —          | —          | —     | —     | 23       | 1        |
| Reading           | 2013–14          | Championship     | 44        | 0         | 1     | 0     | 1        | 0        | —          | —          | —     | —     | 46       | 0        |
| Reading           | 2014–15          | Championship     | 38        | 0         | 4     | 0     | 3        | 0        | —          | —          | —     | —     | 45       | 0        |
| Reading           | 2015–16          | Championship     | 44        | 0         | 5     | 0     | 3        | 1        | —          | —          | —     | —     | 52       | 1        |
| Reading           | 2016–17          | Championship     | 46        | 1         | 1     | 0     | 2        | 0        | —          | —          | 3     | 0     | 52       | 1        |
| Reading           | 2017–18          | Championship     | 5         | 0         | 0     | 0     | 2        | 0        | —          | —          | —     | —     | 7        | 0        |
| Reading           | Összesen         | Összesen         | 197       | 1         | 12    | 0     | 12       | 2        | —          | —          | 3     | 0     | 225      | 3        |
| Karrier összesen  | Karrier összesen | Karrier összesen | 371       | 3         | 20    | 0     | 23       | 2        | 7          | 0          | 7     | 0     | 429      | 5        |

## Sikerei, díjai
- Az év walesi játékosa: 2017[4]